# Доктор Стрејнџ
Доктор Стивен Винсент Стрејнџ (енгл. Doctor Stephen Vincent Strange) је измишљени суперхерој који се појављује у америчким стриповима издавача Марвел комикс. Лик су створили уметник Стив Дитко и писац Стен Ли, а први пут се појавио у стрипу Strange Tales #110 у јулу 1963. године. Доктор Стрејнџ је Врховни чаробњак, главни заштитник Земље од магичних и мистичних претњи.
Прича о пореклу Доктора Стрејнџа указује да је он некада био егоистичан хирург. Након што су у саобраћајној несрећи његове руке озбиљено повређене, што га је спречило да даље оперише, он претражује читав свет како би нашао начин да их излечи. У тој потрази наилази на Древну. Након што је постао студент једног од старих Врховних чаробњака, Стрејнџ постаје практичар и мистичних уметности и борилачких вештина. Има одело које се састоји од две главне реликвије, Плашта левитације и Ока Агамота, који му дају додатне моћи. Стрејнџу помаже његов пријатељ и слуга, Вонг, као и велики асортиман мистичних објеката. Он се настанио у вили названој Санктум Санкторум, која се налази у Њујорку. Касније, Стрејнџ добија титулу Врховног чаробњака како би одбранио свет од будућих претњи.
Доктор Стрејнџ се на филмском платну први пут појавио 1978. године у филму Питера Хутена Др Стрејнџ. Бенедикт Камбербач глуми Доктора Стрејнџа у филмовима Марвеловог филмског универзума, прво у филму Доктор Стрејнџ (2016), затим у филмовима Тор: Рагнарок (2017), Осветници: Рат Бескраја (2018), Осветници: Крај игре (2019), Спајдермен: Пут без повратка (2021) и Доктор Стрејнџ у мултиверзуму лудила (2022).